# Южный Кюссе
Ю́жный Кюссе́ (фр. Cusset-Sud) — кантон во Франции, находится в регионе Овернь, департамент Алье. Входит в состав округа Виши.
Код INSEE кантона — 0335. Всего в кантон Южный Кюссе входит 8 коммун, из них главной коммуной является Кюссе.
Кантон был основан в 1985 году.

## Коммуны кантона
| Коммуна   | Население, чел. (1999) | Почтовый индекс | Код INSEE |
| --------- | ---------------------- | --------------- | --------- |
| Абрест    | 2 428                  | 03200           | 03001     |
| Бюссе     | 852                    | 03270           | 03045     |
| Кюссе     | 4 255                  | 03300           | 03095     |
| Ла-Шапель | 348                    | 03300           | 03056     |
| Ле-Верне  | 1 585                  | 03200           | 03306     |
| Марьоль   | 659                    | 03270           | 03163     |
| Моль      | 709                    | 03300           | 03174     |
| Сент-Йор  | 2 840                  | 03270           | 03264     |

## Население
Население кантона на 2006 год составляло 14 325 человек.
| 1962 | 1968 | 1975 | 1982 | 1990   | 1999   | 2006   | 2007 | 2008 |
| ---- | ---- | ---- | ---- | ------ | ------ | ------ | ---- | ---- |
| —    | —    | —    | —    | 13 750 | 13 676 | 14 325 | —    | —    |